# わがまま☆フェアリー ミルモでポン!
『わがまま☆フェアリー ミルモでポン！』は、篠塚ひろむの漫画『ミルモでポン!』を原作としたアニメ。
『ちゃお』創刊25周年記念事業として製作された。

## 放送期間・日時
テレビ東京製作、テレビ東京系列ほかで2002年4月から2005年9月まで3年半放送された。
- 『わがまま☆フェアリー ミルモでポン！』（以下「無印」）（2002年4月 - 2003年9月：全78話）
- 『わがまま☆フェアリー ミルモでポン！ごおるでん』（2003年10月 - 2004年3月：全24話）
- 『わがまま☆フェアリー ミルモでポン！わんだほう』（2004年4月 - 2005年4月：全48話）
- 『わがまま☆フェアリー ミルモでポン！ちゃあみんぐ』（2005年4月 - 2005年9月：全22話）

地上波ではシリーズによって放送時間帯が分かれていた。
- 無印：土曜日8時30分 - 9時00分（テレビ東京系列土曜朝のアニメ・子供向け番組ゾーン）
- 『ごおるでん』『わんだほう』『ちゃあみんぐ』：毎週火曜日19時30分 - 20時00分

また、BSジャパンにおいては2005年9月29日まで毎週木曜日18時25分 - 18時55分枠で時差ネットされた。

### 番組内容の変遷
無印
原作を消化しつつアニメオリジナルを交えたストーリーとなった。
ごおるでん
サブタイトルの通りゴールデンタイムに移行した。
オリジナルのストーリーが中心で、前作に登場したダアクとの決着を描く。
わんだほう
タコスというタコのロボットが現れ願いが叶う伝説の七つのクリスタルを見つけ出す物語で、全編オリジナルストーリー。
ちゃあみんぐ
完結編のため、ある程度原作に寄り添った恋愛中心のストーリーとなった。

## 登場キャラクター
登場キャラクターについてはミルモでポン!の登場人物一覧を参照。

## 制作
監督、脚本、アニメーションプロデューサー、プロデューサー、アニメ製作会社などほとんどのスタッフが『MAJOR』（NHK・3rdシーズンまで）とほぼ共通である。『ごおるでん』の終了後、制作スタッフは『MAJOR』へと移行、または『ミルモ』と兼任することとなった。
無印・『ごおるでん』までは制作協力として韓国の大元C&Aが表記されているが、これは所謂日韓合作体制や下請けではなく韓国国内における『ミルモ』の展開を行うためのライセンス契約としての表記である。

### キャスティング
無印の音響制作はHALF H・P STUDIOが担当しており、 音響監督は明田川進が務めた。
「ミルモ」のキャスティングマネージャーは、吉田理保子が担当した。
明田川はアニメハックに連載したコラムの中で、吉田とは声優時代との付き合いが長く、吹き替えの主役で独自色が出たと思ったところでスタッフになっていたと知って驚いたと述べている。
妖精主人公・ミルモ役の小桜エツコをはじめとするメインキャストは、明田川と吉田、スポンサーらと相談しながら選定された。
人間主人公・南楓役の中原麻衣とムルモ役の釘宮理恵は、いずれもアイムエンタープライズに所属していた。明田川はアイムエンタープライズがアーツビジョンからアイドル志向の者を集めて、同系列のグループ会社として設立したことを知っており、アイドル志向の声優の演技が良くないと感じた経験から偏見を持っていたが、オーディションでの2人の演技を見た後に、所属事務所を知って驚き、認識を改めたとコラムの中で振り返っている。
結木摂役は徳本恭敏が演じていたが、『ちゃあみんぐ』では寡黙だった結木の台詞が増えるため、再オーディションで徳本が落選する形で途中降板となり、浪川大輔に引き継がれた。
若手の声優が多数参加した一方、インチョ役の岩田光央などのベテランの声優も参加した。

## スタッフ
- 原作 - 篠塚ひろむ（小学館『ちゃお』連載「ミルモでポン！」）
- 監督 - カサヰケンイチ（無印 - ごおるでん）、 福島利規（わんだほう - ちゃあみんぐ）
- スーパーバイザー - 久保雅一、木下哲明、太田克巳
- シリーズ構成 - 土屋理敬
- キャラクターデザイン - 音地正行（無印 - わんだほう）、小沼克介
- エフェクト原案 - みやかわよしかず
- 美術監督 - 松平聡
- 色彩監督 - 垣内雅美、熊谷静香（無印 - ごおるでん）、長野雅美（わんだほう）、境成美（ちゃあみんぐ）
- 撮影監督 - 渡辺宣之（無印・第1話 - 第28話）→みやがわよしかず（無印・第29話 - ごおるでん）→三品雄介（わんだほう - ちゃあみんぐ）
- 編集 - 森田清次
- 音響監督 - 明田川進
- 音楽 - ヒトヨシノビタ（無印 - ごおるでん）→根岸貴幸（わんだほう - ちゃあみんぐ）
- 音楽プロデューサー - 吉田隆
- アニメーションプロデューサー - 光延青児
- プロデューサー - 具嶋朋子→青木俊志（テレビ東京）、古市直彦（小学館プロダクション）
- 制作協力 - 大元 C&A Holdings（無印 - ごおるでん）
- アニメーション制作 - スタジオ雲雀
- 製作 - テレビ東京、小学館プロダクション

## 各話リスト
無印
放送期間 2002年4月 - 2003年9月
全78話 平均視聴率6.8% 最高視聴率9.4% 最低視聴率3.9%
ごおるでん
放送期間 2003年10月 - 2004年3月
全24話 平均視聴率7.1% 最高視聴率8.4% 最低視聴率4.4%
わんだほう
放送期間 2004年4月 - 2005年4月
全48話 平均視聴率6.3% 最高視聴率7.8% 最低視聴率3.6%
ちゃあみんぐ
放送期間 2005年4月 - 2005年9月
全22話 平均視聴率5.6% 最高視聴率6.9% 最低視聴率3.4%

## 主題歌
以下で「Kaede」および「Kaede-chan」とあるのは、「南楓」役の中原麻衣を指す。

### オープニングテーマ
わがまま☆フェアリー ミルモでポン！
1. 『プリティ・ケーキ・マジック』（2002年4月6日 - 10月12日：1話 - 28話）作詞 - 白峰美津子　作曲・編曲 - 渡部チェル　歌 - Kaede+Cheek Fairy
2. 『けちらせ！』（2002年10月19日 - 2003年3月29日：29話 - 52話）作詞 - ベッキー、YUKAKO　作曲・編曲 - 小野澤篤、平井夏美　歌 - ベッキー
3. 『ハッピー♥ラッキー 〜お願いミルモ〜』（2003年4月5日 - 9月27日：53話 - 78話）作詞 - 大森祥子　作曲 - 上畑正和　編曲 - 渡部チェル　歌 - Kaede-chan

わがまま☆フェアリー ミルモでポン！ごおるでん
1. 『Fun ! Fun ! ★ふぁんたじー』（2003年10月7日 - 2004年3月30日：79話 - 102話）作詞 - 田辺智沙　作曲 - 佐藤泰将　編曲 - 大久保薫　歌 - 南里侑香

わがまま☆フェアリー ミルモでポン！わんだほう
1. 『らびゅらびゅ』（2004年4月6日 - 9月28日：103話 - 126話）作詞 - ふじのマナミ　作曲・編曲 - 片岡嗣実　歌 - パーキッツ
2. 『あしたになあれ』（2004年10月12日 - 2005年4月5日：127話 - 150話）作詞 - ふじのマナミ　作曲・編曲 - 片岡嗣実　歌 - パーキッツ

わがまま☆フェアリー ミルモでポン！ちゃあみんぐ
1. 『シュガー・シュガー』（2005年4月19日 - 9月27日：151話 - 172話）作詞 - ふじのマナミ　作曲・編曲 - 片岡嗣実　歌 - パーキッツ

### エンディングテーマ
わがまま☆フェアリー ミルモでポン！
1. 『ミルモのワルツ』（2002年4月6日 - 10月12日：1話 - 28話）作詞 - 白峰美津子　作曲・編曲 - 渡部チェル　歌 - Kaede
2. 『さらら』（2002年10月19日 - 2003年3月29日：29話 - 52話）作詞 - ベッキー、YUKAKO　作曲 - 小野澤篤　編曲 - 小野澤篤、平井夏美　歌 - ベッキー
3. 『あすなろの唄』（2003年4月5日 - 6月28日：53話 - 65話）作詞・作曲・歌 - 近藤薫　編曲 - 近藤薫、時乗浩一郎
4. 『PRECIOUS MOMENT』[注 3]（2003年7月5日、8月2日、9月13・27日：66、70、76、78話）作詞・作曲 - 田辺智沙　編曲 - 渡部チェル　歌 - 楓＆ミルモ（中原麻衣・小桜エツ子）
5. 『大切なともだち』[注 3]（2003年7月12日、8月9・30日：67、71、74話）作詞：うらん　作曲・編曲 - 大久保薫　歌 - 結木＆リルム（徳本恭敏・麻績村まゆ子）
6. 『「ゴメンなさい」は魔法の言葉！』[注 3]（2003年7月19日、8月16日、9月6日：68、72、75話）作詞 - 横山武　作曲・編曲 - 渡部チェル　歌 - 安純＆ヤシチ（ひと美・ゆきじ）
7. 『スペシャ〜ル スマイルッ！』[注 3]（2003年7月26日、8月23日、9月26日：69、73、77話）作詞 - うらん　作曲・編曲 - 大久保薫　歌 - 松竹＆ムルモ（保志総一朗・釘宮理恵）

わがまま☆フェアリー ミルモでポン！ごおるでん
1. 『踊る魔法のおそうざいビョ〜ン』（2003年10月7日 - 2004年3月23日：79話 - 101話）作詞 - 夢野萌　作曲・編曲 - 近藤浩章　歌 - パパムーチョとムチャチータとミルモとリルムとヤシチとムルモ
2. 『プリティ・ケーキ・マジック』（2004年3月30日：102話）作詞 - 白峰美津子　作曲・編曲 - 渡部チェル　歌 - Kaede+Check Fairy

わがまま☆フェアリー ミルモでポン！わんだほう
1. 『僕のトナリ』（2004年4月6日 - 9月28日：103話 - 126話）作詞・歌 - Sana　作曲 - 鈴木捺浩　編曲 - Haraddy
2. 『Brownie』（2004年10月12日 - 2005年3月29日：127話 - 149話）作詞・歌 - Sana　作曲 - 鈴木捺浩　編曲 - Haraddy、鈴木捺浩
3. 『らびゅらびゅ』（2005年4月5日：150話）作詞 - ふじのマナミ　作曲・編曲 - 片岡嗣実　歌 - パーキッツ

わがまま☆フェアリー ミルモでポン！ちゃあみんぐ
1. 『チェリ・ガール』（2005年4月19日 - 9月27日：151話 - 172話）作詞・歌 - Sana　作曲・編曲 - orangenoise shortcut

### 挿入歌
1. 『13色目のFairy』　歌 - kaede-chan
2. 『snow magic』　歌 - 南里侑香
3. 『ナイス！ヒーロー参上 〜アフロ先生&超能力少年サトル&Pマン〜』　歌 - ミルモ

このほかに、オープニングやエンディングの曲が挿入歌として流れることがあった。

## 放送局
地上波遅れネット局は個別に出典があるものを除き2003年5月中旬 - 6月上旬時点のものとする。
| 放送地域       | 放送局             | 放送日時                                        | 系列           | 備考                                     |
| -------------- | ------------------ | ----------------------------------------------- | -------------- | ---------------------------------------- |
| 関東広域圏     | テレビ東京         | 無印：土曜 8:30 - 9:00 以降：火曜 19:30 - 20:00 | テレビ東京系列 | 製作局                                   |
| 北海道         | テレビ北海道       | 無印：土曜 8:30 - 9:00 以降：火曜 19:30 - 20:00 | テレビ東京系列 | 同時ネット                               |
| 愛知県         | テレビ愛知         | 無印：土曜 8:30 - 9:00 以降：火曜 19:30 - 20:00 | テレビ東京系列 | 同時ネット                               |
| 大阪府         | テレビ大阪         | 無印：土曜 8:30 - 9:00 以降：火曜 19:30 - 20:00 | テレビ東京系列 | 同時ネット                               |
| 岡山県・香川県 | テレビせとうち     | 無印：土曜 8:30 - 9:00 以降：火曜 19:30 - 20:00 | テレビ東京系列 | 同時ネット                               |
| 福岡県         | TVQ九州放送        | 無印：土曜 8:30 - 9:00 以降：火曜 19:30 - 20:00 | テレビ東京系列 | 同時ネット                               |
| 岩手県         | 岩手めんこいテレビ | 水曜 16:54 - 17:24                              | フジテレビ系列 | 『わんだほう』まで放送                   |
| 秋田県         | 秋田テレビ         | 月曜 16:29 - 16:59                              | フジテレビ系列 |                                          |
| 山形県         | 山形放送           | 水曜 16:00 - 16:30                              | 日本テレビ系列 |                                          |
| 長野県         | 長野放送           | 木曜 16:30 - 17:00                              | フジテレビ系列 | 『わんだほう』まで放送                   |
| 石川県         | テレビ金沢         | 火曜 16:25 - 16:55                              | 日本テレビ系列 | 『わんだほう』まで放送                   |
| 静岡県         | 静岡朝日テレビ     | 日曜 12:27 - 12:55                              | テレビ朝日系列 |                                          |
| 滋賀県         | びわ湖放送         | 日曜 12:00 - 12:30                              | 独立局         |                                          |
| 奈良県         | 奈良テレビ         | 火曜 18:00 - 18:30                              | 独立局         | 『ごおるでん』から放送                   |
| 鳥取県・島根県 | 日本海テレビ       | 火曜 16:00 - 16:30                              | 日本テレビ系列 |                                          |
| 広島県         | 広島ホームテレビ   | 月曜 16:25 - 16:55                              | テレビ朝日系列 |                                          |
| 徳島県         | 四国放送           | 日曜 7:00 - 7:30                                | 日本テレビ系列 | 無印のみ放送（2002年12月で放送打ち切り） |
| 愛媛県         | テレビ愛媛         | 火曜 16:30 - 17:00                              | フジテレビ系列 | 『わんだほう』まで放送                   |
| 大分県         | 大分朝日放送       | 月曜 16:30 - 17:00                              | テレビ朝日系列 |                                          |
| 鹿児島県       | 鹿児島テレビ       | 火曜 16:00 - 16:30                              | フジテレビ系列 |                                          |
| 日本全域       | BSジャパン         | 木曜 18:25 - 18:55                              | BSデジタル放送 |                                          |

本放送終了後、TOKYO MXにて2011年3月19日から2013年2月17日まで土曜 7:00 - 7:30→日曜 6:00 - 6:30に再放送。当初は3月12日に開始する予定だったが、前日に発生した東北地方太平洋沖地震の緊急報道特番の影響で変更となった。『ごおるでん』まで放送。さらに、2012年3月26日からディズニー・チャンネルで無印まで再放送された。その後、チバテレにて2021年5月25日から2022年12月13日まで火曜 17:30 - 18:00（あにめたいむ5枠）に無印まで再放送された。2025年7月1日からはテレ玉にて無印が火曜18:30 - 19:00に放送されている。

## 日本国外での放送
日本国外での放送は以下の通り。
韓国
- ソウル放送（韓国名：미르모 퐁퐁퐁、ミルモ ポンポンポン!）
  - 韓国公式代理店：Daiwon C&A Holdings
  - わがまま☆フェアリー ミルモでポン!の 韓国版『ミルモ ポンポンポン!』は、ソウル放送（SBS）にて、2005年7月25日午後5時から放送されていた（現在は終了済み）。

米国
- ワーナー・ブラザース・テレビジョン（Warner Bros. Television）、Viz Media（米国名：Mirmo!、ミルモ!）

フィリピン
- ヒーローテレビ フィリピン（ABS-CBN）、カートゥーン ネットワーク フィリピン

台湾
- カートゥーン ネットワーク、中華電視公司（台湾名：魔法咪路咪路、MoFa MiLu MiLu）

ブラジル・メキシコ・スペイン
- カートゥーン ネットワーク（Cartoon Network）

イタリア
- Italia 1

フランス
- M6、Canal J

ポルトガル
- SIC、Canal Panda
  - ポルトガル版では『Mirmo Zibang!』のタイトルで放送。

香港
- 有線電視（CableTV） （香港名：魔法小米路, Mofat Siu Mailo）

中華人民共和国
- 星空電視台（Xing Kong）

タイ
- UBC、MCOT

マレーシア
- TV3、TV9

インド
- Pogo

## 商品

### シングル
バリアフリー（配給は東芝EMI）
- 『プリティ・ケーキ・マジック / ミルモのワルツ』（Kaede+Cheek Fairy）
- 『さらら / けちらせ!』（ベッキー）

トライエム
- 『ハッピー・ラッキー 〜お願いミルモ〜』（kaede-chan）
- 『あすなろの唄』（近藤薫）
- 『わがまま☆フェアリー ミルモでポン! デュエットシリーズ（1）ミルモ&楓』
- 『わがまま☆フェアリー ミルモでポン! デュエットシリーズ（2）リルム&結木』
- 『わがまま☆フェアリー ミルモでポン! デュエットシリーズ（3）ヤシチ&安純』
- 『わがまま☆フェアリー ミルモでポン! デュエットシリーズ（4）ムルモ&松竹』
- 『Fun! Fun! ★ふぁんたじー』（南里侑香）
- 『踊る魔法のおそうざいビョ〜ン』（パパムーチョとムチャチータとミルモとリルムとヤシチとムルモ）

コナミ
- 『らびゅ らびゅ』（パーキッツ）
- 『僕のトナリ』（Sana）
- 『あしたになあれ』（パーキッツ）
- 『Browine』（Sana）
- 『シュガー・シュガー』（パーキッツ）
- 『チェリ・ガール』（Sana）
- 『わがまま☆フェアリー ミルモでポン! 〜ちゃあみんぐ〜 キャラクターソングVol.1 南楓』
- 『わがまま☆フェアリー ミルモでポン! 〜ちゃあみんぐ〜 キャラクターソングVol.2 結木摂』
- 『わがまま☆フェアリー ミルモでポン! 〜ちゃあみんぐ〜 キャラクターソングVol.3 森下はるか』

### アルバム
バリアフリー
- 『わがまま☆フェアリー ミルモでポン! ベストでポン!』

トライエム（2003年度）
- 『きいちゃおう ミルモでポン! ベスト1』
- 『きいちゃおう ミルモでポン! ベスト2』
- 『わがまま☆フェアリー ミルモでポン! ちょっとすてきな物語〜冬編〜』
- 『わがまま☆フェアリー ミルモでポン! フェアリーコンサート 〜みんなで歌おう童謡まつり〜』

コナミ（2004・2005年度）
- 『わがまま☆フェアリー ミルモでポン! 〜わんだほう〜ミルモでベスト!てんこもりだぜぃ』
- 『わがまま☆フェアリー ミルモでポン! 〜わんだほう〜ミルモでベスト2! 最高だぜぃ』
- 『わがまま☆フェアリー ミルモでポン! 〜わんだほう〜ミュージックでポン! テレビ音楽集♪』
- 『わがまま☆フェアリー ミルモでポン! 〜わんだほう〜ミュージックでポン! テレビ音楽集2♪』
- 『わがまま☆フェアリー ミルモでポン! キャラクターソングシリーズ1〜ミルモ・ムルモ・妖精忍者・タコス〜』
- 『わがまま☆フェアリー ミルモでポン! キャラクターソングシリーズ2〜ミルモ・ヤシチ・かえで・あずみ・アフロ先生・超能力少年サトル・Pマン〜』
- 『わがまま☆フェアリー ミルモでポン! キャラクターソングシリーズ3〜ミルモ・イカス・タコス・かえで・ゆうき・あずみ・まつたけ〜』
- 『わがまま☆フェアリー ミルモでポン! キャラクターソングシリーズ4〜ミルモ・リルム・かえで・ひらい・ほしの〜』
- 『わがまま☆フェアリー ミルモでポン! ちゃあみんぐ オリジナルサウンドトラック』
- 『わがまま☆フェアリー ミルモでポン! ちゃあみんぐ ドラマCDシリーズVol.1 〜ふしぎの国のプリンセス楓〜』
- 『わがまま☆フェアリー ミルモでポン! ちゃあみんぐ ドラマCDシリーズVol.2 〜恋する乙女 マーメイド楓〜』
- 『わがまま☆フェアリー ミルモでポン! ちゃあみんぐ ドラマCDシリーズVol.3 〜楓とミルモの思い出パズル〜』
- 『わがまま☆フェアリー ミルモでポン! さよならミルモ!! ベリーベストソングス』

### VHS
- 『わがまま☆フェアリー ミルモでポン! ミルミル』全13巻（1話 - 52話、各巻4話ずつ収録）
- 『わがまま☆フェアリー ミルモでポン! マジカル』全25巻（1話 - 52話、1巻・8巻は3話収録、2巻 - 7巻・9巻 - 25巻は2話収録）
- 『わがまま☆フェアリー ミルモでポン! 2ねんめ』全13巻（53話 - 104話、各巻4話ずつ収録）
- 『わがまま☆フェアリー ミルモでポン! 3ねんめ』全12巻（105話 - 150話、1巻 - 11巻は4話ずつ収録、12巻は2話収録）
- 『わがまま☆フェアリー ミルモでポン! 4ねんめ』全6巻（151話 - 172話、1巻 - 5巻は4話ずつ収録、6巻は2話収録）
- 『わがまま☆フェアリー ミルモでポン! マジカルビデオ』（1話収録、ミニミニミルモ付き）

発売元：小学館 / 販売元：バップ（日本テレビグループ）

### DVD
- 『わがまま☆フェアリー ミルモでポン!』全13巻（無印1話 - 52話、各巻4話ずつ収録、初回限定で1 - 3巻のセット販売もあり）
- 『わがまま☆フェアリー ミルモでポン! 2ねんめ』全13巻（無印・ごおるでん53話 - 104話、各巻4話ずつ収録）
- 『わがまま☆フェアリー ミルモでポン! 3ねんめ』全12巻（わんだほう105話 - 150話、1巻 - 11巻は4話ずつ収録、12巻は2話収録）
- 『わがまま☆フェアリー ミルモでポン! 4ねんめ』全6巻（ちゃあみんぐ151話 - 172話、1巻 - 5巻は4話ずつ収録、6巻は2話収録）
- 『わがまま☆フェアリー ミルモでポン! マジカルDVD』（無印53話＋スペシャルダイジェスト収録）

発売元：小学館 / 販売元：バップ
なお､2020年代現在 Blu-ray Discは未発売となっている。

### ゲームソフト
- 『わがまま☆フェアリー ミルモでポン! 黄金マラカスの伝説』 （2002年12月19日、GBA）
- 『わがまま☆フェアリー ミルモでポン! ミルモの魔法学校ものがたり』 （2003年3月20日、PS）
- 『わがまま☆フェアリー ミルモでポン! 対戦まほうだま』 （2003年9月11日、GBA）
- 『わがまま☆フェアリー ミルモでポン! 8人の時の妖精』 （2003年12月11日、GBA）
- 『わがまま☆フェアリー ミルモでポン! 夢のカケラ』 （2004年7月15日、GBA）
- 『わがまま☆フェアリー ミルモでポン! 謎のカギと真実のトビラ』 （2004年12月16日、GBA）
- 『わがまま☆フェアリー ミルモでポン! どきどきメモリアルパニック』（2005年9月8日、GBA）

発売、販売元：コナミ
- 『ちゃおドリームタッチ! ハッピーあにばーさりー』（2006年12月7日、DS）

※ミルモでポン! のキャラクターが登場。絵柄は原作版に準拠する。
発売、販売元：マーベラスインタラクティブ

## 視聴率
ビデオリサーチ調べ、関東地区の数字
本作は、2002年度から実施された小中学生の完全週休二日制化を睨み、テレビ東京が土曜朝に新設した子供向けアニメ枠にて放送された作品の一つである。その枠は『ミルモ』の放送1時間前に『満月をさがして』、本作品の30分前に『東京ミュウミュウ』と、出版社・玩具スポンサーが異なる女児向けアニメ作品を並べて放送するという枠であった。
アニメの放送が始まってからは、視聴率で土曜朝アニメ枠全体でも高い数字を出し、2003年9月までの平均視聴率は7%近く（最高視聴率は9.4%）となった。これはテレビ東京系のアニメでは同じ小学館グループが関わっている『ポケットモンスター』シリーズや『とっとこハム太郎』に次ぐもの（いずれも放送当時の水準）で、女児向けアニメでは、朝日放送制作・テレビ朝日系列で放送された『おジャ魔女どれみドッカ〜ン!』・『明日のナージャ』・『ふたりはプリキュア・ふたりはプリキュアMax Heart』に迫るものであった。そして、放送当初に定めた1年の期間が過ぎ、前述の2作品が予定通り終了した後も『ミルモ』だけは放送が延長され、2003年10月の『ごおるでん』からは火曜夜のゴールデンタイムに昇格し、シリーズ最終作である『ちゃあみんぐ』の終了までその枠で放送が続けられた。
ゴールデン移行後、『ごおるでん』や『わんだほう』ではできる限り恋愛色を薄くし、家族で楽しめることを強調した結果、平均視聴率では土曜朝枠時代と同程度の水準を維持した。
最終作の『ちゃあみんぐ』ではシリーズの完結が決まっており、最終回までの間に主人公の楓とその思い人の結木を両思いにさせるという目的があったため、恋愛色を強調させた展開となった。そのため幼児・家族向けの作品から反れ、視聴率は従来のシリーズより若干ながら低下した。

## 関連する連載・書籍について

### 小学館の幼稚園
小学館の幼稚園児向け幼児雑誌『幼稚園』で漫画が2002年4月号から2005年10月号まで連載された。
テレビアニメ版をベースにしつつも独自のストーリー展開になっており、基本的に登場キャラクターは楓とミルモ、仲間の妖精の交流がメインで恋愛ドラマとしての要素は無かった（安純、沙織、はるか、ダアクなどは登場していない）。上記の理由によりTVアニメと性格などが変わったキャラクターも多い。中には本誌にしか登場しないオリジナル妖精、ヤシチはミルモの友達、アクミはただのいたずら妖精、タコスはミルモのお友達ロボットなど。
『幼稚園』版（2005年10月号）最終回はミルモと楓が喧嘩をしてしまい、その仲直りとしてミルモが楓に腕飾りをプレゼントして仲直りをするという独自の結末を迎えた。
キャラクターデザインの音地正行が2002年5月号の連載スタートには連載作画を手掛けており、さらに『めばえ』『学習幼稚園』に加え、作画監督の1人岩佐とも子も数回書き下ろし連載作画にも参加しており、本編アニメの作画監督らが参加している。幼稚園版『ミルモ』の場合はタイトルロゴの上に「作画 スタジオ雲雀」と小さく書かれている。

### めばえ
小学館の2 - 4歳児向け幼児雑誌『めばえ』にも2002年5月号から2005年10月号まで連載されていた。こちらは妖精がメインの絵本であり、ページ数も2ページ（月号によっては3ページもあり）に留まっていた。工作やシールなどの付録もあった。『ちゃお』原作アニメ化作品の同誌への掲載は、後継作品に当たる『きらりん☆レボリューション』や『極上!!めちゃモテ委員長』では実施していないため、本作を最後に中断している。

### 学習幼稚園
小学館幼児雑誌『学習幼稚園』にも2002年5月号から2005年10月号まで連載されていた。本誌体形は『小学一年生』に近いため、本来なら登場人物は楓やミルモたちがメインなのだが、月号によって本誌は安純、沙織、結木、松竹、悦美も登場していた。連載開始から1年間は幼稚園と同様の連載形式を行っていたが、それ以降迷路や間違い探しなどクイズやゲームの掲載が多くなる。

### テレビ絵本
小学館のテレビ絵本シリーズとして「ようせいミルモがやってきた」「かえでちゃんようせいのくにへいく」全2巻発売された。内容は2002年5月号から10月号までの「幼稚園」に連載されたものを再編成し掲載されたもので、アニメのOP主題歌やキャラクターの紹介を加えている。第2巻の表紙は書き下ろしになっている。

### おあそび絵本
小学館のテレビ絵本シリーズの特別版で「ミルモとうじょう」「ヤシチがあらわれた！」「おとうとムルモがやってきた」全3巻が発売された。テレビ絵本シリーズとは違い「ゲームを楽しみながらストーリーを楽しむ」という内容。

### アニメ版コミックス
小学館『フラワーコミックス』で、1年目から一部の話を抜粋した内容を収録したフィルムコミックが発売されている。全5巻。なお、2年目以降の内容を収録したフィルムコミックは発売されていない。

## 備考
- TVアニメ放送前に『月刊コロコロコミック』誌上で番組紹介が掲載されたことがあった。また、アニメ雑誌でも番組のことが掲載されたことがあり、特に『アニメディア』（学研）では『ごおるでん』放送期間中に2ページに渡る特集記事が掲載された。
- 『ちゃお』誌上で、TVアニメ化の告知の際、担当する声優の写真が掲載されたことがある。その後も数回声優の写真が掲載された。
- 一度だけ『とっとこハム太郎』のスペシャルに登場したことがある。内容はハム太郎がミルモの名前を呼んだり、ミルモと楓がアニメのあらすじを紹介するものであった。
- 2003年に久星食品株式会社から「ヤシチかりんとう」が発売された。
- 『わがまま☆フェアリー ミルモでポン! ごおるでん』の第7話『素直なフェアリー・ミルモ?』の回で、ごおじゃす妖精姉妹キョウラとミカリとして、叶姉妹がゲスト出演した。キョウラ役で叶恭子、ミカリ役で叶美香が声優を務めた。
  - 叶姉妹は他にも番組宣伝に参加したり、タイアップ商品の発売が予定されていたが、結局発売されることなく終わっている。

### 他のテレビアニメで行われたパロディ
- 『吉永さん家のガーゴイル』でわんだほうに登場したタコスにそっくりなキャラクターがボードゲームの盤面に描かれていたことがあった。
- 『「クレヨンしんちゃん」テレビ15周年!夏はユルユル60分スペシャル!!』（2006年8月11日放送）でミルモでポン!のパロディがあった。
- 『ハヤテのごとく!』41話（2008年1月13日放送）でミルモの好物の菓子であるくもっちょが登場した。該当シーンでのナギの服も楓の服とほぼ同じデザインである。